# Grupo Caoa
O Grupo Caoa é o distribuidor das marcas Subaru, Hyundai e Chery no Brasil. Possui duas fábricas próprias no Brasil, uma no Distrito Agroindustrial de Anápolis, onde são montados modelos da Hyundai e da Chery, bem como outra em Jacareí/SP, advinda da aquisição de 50,7% das operações brasileiras da fabricante chinesa Chery, em setembro de 2017, formando assim a CAOA Chery.

## História
O médico paraibano Carlos Alberto de Oliveira Andrade comprou em 1979 um Ford Landau em uma concessionária chamada Vepel, na cidade de Campina Grande na Paraíba, mas a concessionária faliu antes de entregar o veículo. Como compensação pelo carro não entregue, Carlos ficou com a concessionária. Após cerca de 6 anos, o Grupo Caoa – nome formado a partir das iniciais de seu fundador – alcançou o patamar de maior revendedora Ford de toda a América Latina. A expansão da empresa no setor automotivo aconteceu em 1992, quando o Brasil abriu as portas para a importação de veículos. Nos anos seguintes a Caoa tornou-se importador oficial de outras marcas como a Renault.
Em 1998, passou a representar a fabricante japonesa Subaru.

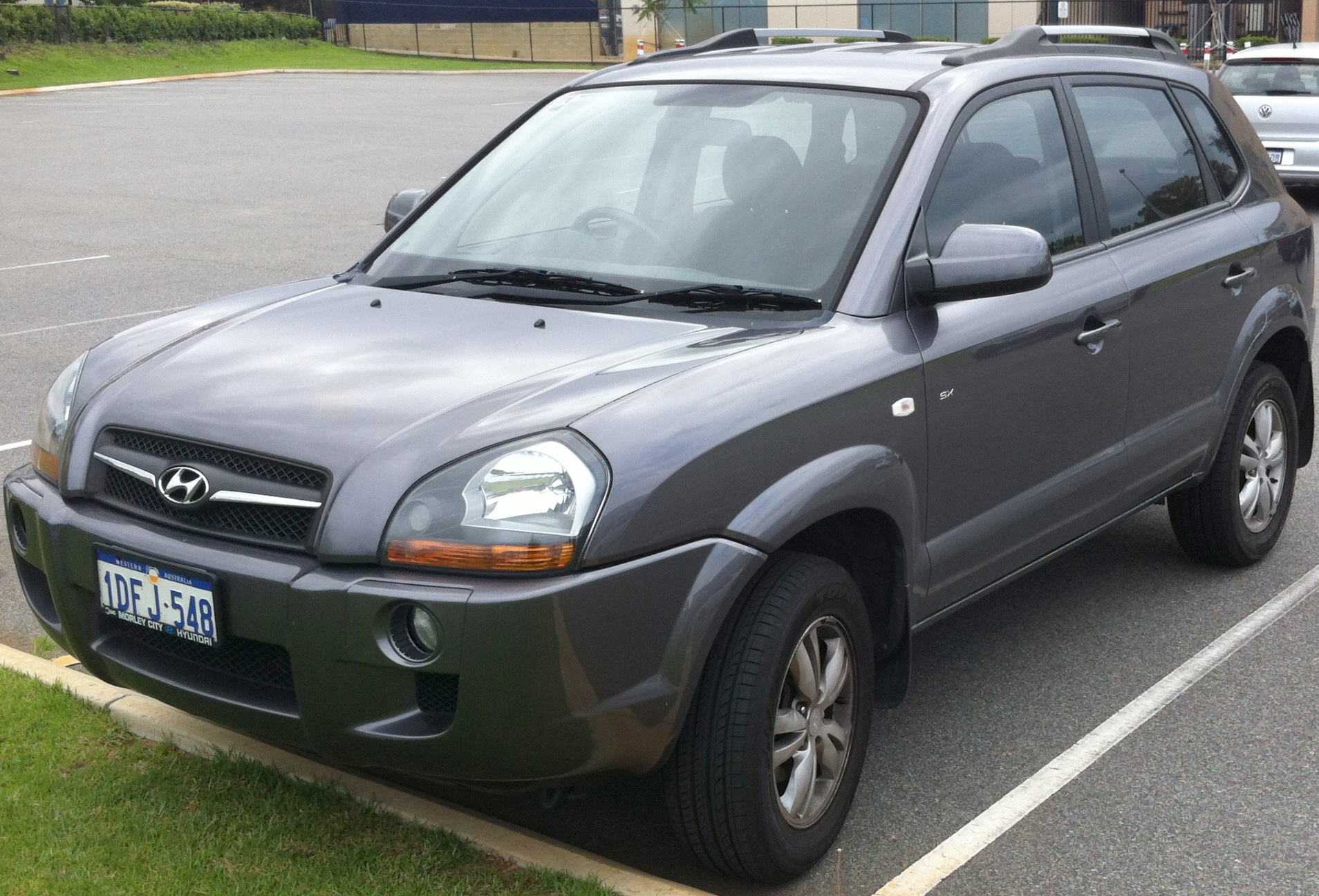
O Hyundai Tucson foi o utilitário esportivo mais vendido do Brasil

Em 1999, a Hyundai também passou sua representação para a Caoa no Brasil, depois de passar pelas mãos de outros dois distribuidores. Em 2001, a Hyundai tornou-se a marca líder do mercado de importados e o Tucson tornou-se utilitário esportivo mais vendido.
Em 2007, o grupo inaugurou a Caoa Montadora de Veículos, resultado do investimento inicial de R$ 1,2 bilhão, construída no Distrito Agroindustrial de Anápolis. A fábrica rendeu a Carlos Alberto de Oliveira Andrade o título de "Empreendedor do Ano da Indústria" pela revista Isto É Dinheiro.
Em 2010, a fábrica de Anápolis foi reconhecida como "Empresa do Bem" pela revista IstoÉ Dinheiro, pelo programa de reaproveitamento de resíduos da produção dos veículos e participação do reflorestamento na região Centro-Oeste.
No último trimestre de 2013, a fábrica de Anápolis, que já produzia o Tucson, o HR e o HD78, passou por um novo ciclo de investimento para dar início à produção do ix35. O aporte de R$ 600 milhões garantiu aperfeiçoamentos na linha de montagem com a inclusão de 10 robôs, responsáveis por cerca de 50% do trabalho de soldagem.
Em maio de 2014 saiu da linha de montagem da Caoa o ix35 de número 10.000, e o Grupo completou 35 anos de existência.
Em 2017, a Hyundai Caoa foi a primeira colocada na pesquisa de satisfação com pós-venda de veículos, segundo a J.D. Power, que entrevistou mais de 3.700 proprietários que adquiriram carros novos nos últimos 12 meses no país.
Em novembro do mesmo ano a Caoa adquiriu 50,7% das operações brasileiras da fabricante chinesa Chery, passando a ser a responsável pela fabricação e distribuição da marca no Brasil. Possui fábricas Chery em Jacareí(SP) e Anápolis(GO).
Em 2019 apoiará a HB20 Motorsport.

## Polêmicas

### Propaganda enganosa
Em 2011, o grupo foi denunciado ao Ministério Público de Minas Gerais (MPMG) por possivelmente praticar propagandas enganosas, como a declaração do ano de fabricação do Subaru Forester, segurança e motor do ix35 e das potências de Veloster, Elantra e outros modelos.

### Denúncias de corrupção
Em 2015 o Grupo Caoa, junto com outras montadoras, foi investigado pela denúncia de lobby para a aprovação da Medida Provisória 471 de 2009, no governo do então Presidente Luiz Inácio Lula da Silva, que concedeu benefícios fiscais a empresas automotivas.
Em 2016, o Grupo Caoa foi acusado de pagamento de propina ao ex-ministro da Casa Civil e da Fazenda Antonio Palocci, em 2010, em troca de sua atuação para aprovar a Medida Provisória 512 daquele ano, e ao governador de Minas Gerais, Fernando Pimentel, em troca benefícios tributários. Em novembro de 2017, o Ministério Público Federal ampliou as investigações sobre as relações da Caoa com Palocci, após ser constatado que a empresa de consultoria Projeto, de Palocci, firmou vários contratos com o Grupo Caoa.